# Steata
Steata is een kevergeslacht uit de familie van de boktorren (Cerambycidae). De wetenschappelijke naam van het geslacht werd voor het eerst geldig gepubliceerd in 1995 door Wang.

## Soorten
Steata is monotypisch en omvat slechts de volgende soort:
- Steata tatei (Blackburn, 1888)